# Hermano
Pour le film, voir Hermano (film).
Hermano est un groupe de stoner rock américain né en 1998.

## Biographie
Hermano est un groupe de rock américain formé en 1998 en tant que projet parallèle. Le groupe est alors composé du chanteur John Garcia (Kyuss, Unida), du bassiste Dandy Brown (Orquesta del Desierto), du batteur Steve Earle (Afghan Whigs) et des guitaristes Mike Callahan (Earshot, Disengage) et David Angstrom (Banger, Supafuzz, Black Cat Bone, Devil May Care).
Le groupe a sorti son premier album Only a Suggestion en 2002 chez TeePee Records. En 2004, ils signent un contrat avec le label néerlandais Suburban Records (le groupe connaissant plus de succès en Europe qu'aux États-Unis) et sortent en 2004 leur second album Dare I Say sans Mike Callahan et Steve Earle, ce dernier a été remplacé par le nouveau batteur Chris Leathers (Supafuzz). Ils ont depuis recruté un chanteur additionnel Aleah X (Banger, Devil May Care, Candy Says).
Le groupe a sorti son troisième album studio ...Into the Exam Room chez Suburban Records fin 2007.
Après un hiatus de près de huit ans, le groupe remonte sur scène en 2016 au Hellfest.

## Discographie
- ...Only a Suggestion, 2002 (Teepee Records)
- Dare I Say..., 2004 (Suburban Records)
- Live at W2, 2005 (Suburban Records)
- ...Into the Exam Room, 2007 (Regain Records)